# Pascal Ojigwe
Pascal Ojigwe (Aba, Nigeria, 11 de diciembre de 1976) es un exfutbolista nigeriano que se desempeñaba como defensa o centrocampista defensivo. Posee también la nacionalidad alemana.

## Clubes
| Club                     | País     | Año         | Partidos | Goles |
| Enyimba FC               | Nigeria  | 1993 - 1995 | ¿?       | ¿?    |
| 1. FC Kaiserslautern     | Alemania | 1995 - 1999 | 6        | 0     |
| 1. FC Colonia            | Alemania | 1999 - 2000 | 32       | 2     |
| Bayer Leverkusen         | Alemania | 2000 - 2003 | 30       | 0     |
| Borussia Mönchengladbach | Alemania | 2003 - 2004 | 7        | 0     |
| TSV 1860 Munich          | Alemania | 2004 - 2006 | 1        | 0     |
| Enyimba FC               | Nigeria  | 2006 - 2007 | ¿?       | ¿?    |

## Palmarés
1. FC Kaiserslautern
- Bundesliga: 1997-98